# Khalifah Al-Dawsari
Khalifah Al-Dawsari (en árabe: خليفة الدوسري‎; Al Kobhar, 2 de enero de 1999) es un futbolista saudí que juega en la demarcación de defensa para el Al-Hilal Saudi F. C. de la Liga Profesional Saudí.

## Selección nacional
Tras jugar con la selección de fútbol sub-20 de Arabia Saudita y la sub-23, finalmente hizo su debut con la selección absoluta el 1 de diciembre de 2021 en un encuentro de la Copa Árabe de la FIFA 2021 contra Jordania que finalizó con un resultado de 0-1 a favor del combinado jordano tras el gol de Mahmoud Al-Mardi.

## Clubes
| Club                    | País           | Año       | Partidos | Goles |
| ----------------------- | -------------- | --------- | -------- | ----- |
| Al-Qadisiyah F. C.      | Arabia Saudita | 2018-2021 | 58       | 1     |
| Al-Hilal Saudi F. C.    | Arabia Saudita | 2021-2022 | 2        | 0     |
| Al Fateh S. C. (cedido) | Arabia Saudita | 2022      | 6        | 0     |
| Al-Hilal Saudi F. C.    | Arabia Saudita | 2022-     | 2        | 0     |